# Millfield (Australia)
Millfield – miasto w Australii, w stanie Nowa Południowa Walia.